# 柯蒂斯·卡伦
小柯蒂斯·戈夫·卡伦（英語：Curtis Gove Callan Jr.，1942年10月11日—），美国理论物理学家，普林斯顿大学教授。他的研究方向包括规范场论，弦理论，瞬子，黑洞，强相互作用，以及许多其他课题。 他曾获得樱井奖（2000年）和 狄拉克奖章（2004年）。